# Марс XX (мультфільм)
«Марс XX» — анімаційний фільм 1969 року Творчого об'єднання художньої мультиплікації студії Київнаукфільм, режисер — Ірина Гурвич.

## Сюжет
Фільм-плакат проти біологічної війни. Вчений створює біологічну зброю у вигляді темної хмари та показує її богу війни Марсу. Спершу Марс задоволений, адже зброя дуже ефективно вбиває солдатів. Він дає вченому багато золота за цей винахід. Але потім бог бачить, що зброя вбиває також природу та невинних людей. Марс розбиває колбу, хмара звільняється та вбиває свого творця. Потім вона летить з володінь Марса, попри його намагання цього завадити. Завершується фільм закликом припинити розробку будь-якої біологічної зброї.